# Сансорес, Мигель
Мигель Анхель Сансорес Санчес (исп. Miguel Ángel Sansores Sánchez; 28 апреля 1991 года, Мерида) — мексиканский футболист, играющий на позиции нападающего. Ныне выступает за мексиканский клуб «Масатлан».

## Биография
Мигель Сансорес начинал свою карьеру футболиста в мексиканском клубе «Леон». 15 апреля 2010 года он дебютировал в мексиканской Примере, выйдя на замену в домашнем матче с командой «Хагуарес Чьяпас». Во второй половине 2010 года Сансорес провёл на правах аренды ряд матчей за «Мериду» в лиге Ассенсо МХ. В сезонах 2011/12 и 2012/13 он играл за другую команду той же лиги «Торос Неса», а в сезоне 2013/14 — за «Крус Асуль Идальго», также в Ассенсо МХ. 30 августа 2014 года Сансорес забил свой первый гол в мексиканской Примере, выведя «Монаркас Морелию» вперёд в счёте в гостевом поединке против «Пуэблы».

## Достижения
«Монаркас Морелия»
- Победитель Североамериканской суперлиги (1): 2010
- Обладатель Суперкубка Мексики (1): 2014
- Финалист Кубка Мексики (1): Кл. 2017